# Liber beneficiorum dioecesis Cracoviensis
Liber beneficiorum dioecesis Cracoviensis (pol. Księga beneficjów lub Księga uposażeń diecezji krakowskiej) – utwór z gatunku liber beneficiorum poświęcony uposażeniu biskupstwa krakowskiego spisany przez Jana Długosza w trzech częściach, z których tylko pierwsza została ukończona, w latach 1470–1480. Stanowi jedno z najwcześniejszych i najważniejszych źródeł piśmiennych do historii Krakowa, Małopolski i Śląska . Przyjęty dziś tytuł został dziełu nadany przez XVII-wiecznych kopistów, natomiast sam Długosz użył określenia regestrum dla każdej z części opisu.

## Historia powstania
Inicjatywa do sporządzenia wykazu dóbr przypisywana jest samemu Długoszowi, którego brat był wówczas prokuratorem kapituły, lub rzadziej inspiracji kardynała i biskupa krakowskiego Zbigniewa Oleśnickiego jeszcze w 1440. Krystyna Jelonek zwraca uwagę, że biskup nie mógł zlecić rejestru beneficjów klasztornych. Wbrew opinii Stanisława Kurasia Marek Kowalski uważa, że był to pierwszy opis uposażenia diecezji krakowskiej. Powstał w zachowanym kształcie w ósmej dekadzie XV wieku, ale do połowy wieku XIX znany był tylko w manuskrypcie i dotąd nie doczekał się edycji krytycznej. Długosz spisywał go dwukrotnie. Według własnej relacji już w 1440 sporządził pierwotną kopię, która zaginęła. Na pisaniu drugiej spędził od 1470 roku ostatnie 10 lat życia. Pracy nie ukończył i kontynuowali ją później co najmniej dwaj inni pisarze. Językiem dzieła jest łacina, jednak pojawiają się w nim liczne polskie cytaty, a także polskie nazwy osobowe: imiona, nazwiska oraz nazwy miejscowe.
Opis zawiera wiele ciekawych zabytków polskiego piśmiennictwa średniowiecznego oraz szczegółowe zapisy praw, przywilejów, dochodów oraz fundacji wszystkich kościołów diecezji obejmującej wówczas całą Małopolskę. Szczególnie interesujący dla badań historii języka polskiego jest tzw. testament Piotra Wydżgi, umieszczony w części czwartej i będący zabytkiem języka staropolskiego z XV wieku.

## Rękopisy
Rejestr znajduje się obecnie w wersji oryginalnej oraz późniejszych odpisach w Archiwum Krakowskiej Kapituły Katedralnej:
- rkps 194 — zawierający Regestrum ecclesiae cathedralis et collegiatarum kodeks o wymiarach 21×30 cm, na który składają się 4 początkowe karty pergaminowe i 329 kart papierowych, spisany głównie ręką Długosza i dokończony przez jego notariuszy, w niewielkim stopniu uzupełniany i poprawiany w XVI i XVII wieku[12],
- rkps 195 — kodeks zawierający pierwszą część Regestrum ecclesiarum parochialium (320 kart)[15],
- rkps 196 — kodeks zawierający drugą część Regestrum ecclesiarum parochialium (168 kart)[15],
- rkps 197 — kodeks zawierający Regestrum monasteriorum (356 kart)[15],
- rkps 198 — pergaminowa kopia kapitulnej części Liber beneficiorum datowana na schyłek XV wieku, sporządzana po śmierci Długosza i ukończona między 1493 a 1510[16],
- rkps 199 — kopia papierowa z XVII w., wykonana przez notariusza kapitulnego Jakuba Ptaszyńskiego pomiędzy rokiem 1615 a 1630[17].

## Struktura
Autorski zamysł kompilacji obejmuje trzy części:
- cz. 1: Regestrum ecclesiae cathedralis et collegiatarum (opis uposażenia katedry i kolegiat; tytuł pochodzący od Długosza[5]) — najwcześniejsza, sporządzona głównie przez samego Długosza w latach 1470–1474 z uzupełnieniem w 1476[18] i w niewielkim stopniu modyfikowana później, zachowana także w odpisie wykonanym między 1493 a 1510[12],
- cz. 2: Regestrum monasteriorum (opis uposażenia klasztorów; tytuł pochodzący od Długosza[5]) — sporządzona przez Długosza i jego notariuszy w latach 1473–1480[19], nieukończona[20],
- cz. 3: Regestrum ecclesiarum parochialium (opis uposażenia kościołów parafialnych; tytuł rekonstruowany[5]) — chronologicznie ostatnia, sporządzona w latach 1476–80[21], nieukończona, spisana przez samego Długosza tylko w 20–40%[22][20].

Dzieło zawiera szczegółowy inwentarz wsi, dóbr i budynków, z których czerpała dochody kapituła krakowska, dzięki czemu jest dokładnym obrazem geograficznym, gospodarczym, statystycznym i historycznym obszaru ówczesnej diecezji krakowskiej.

## Wydania drukowane

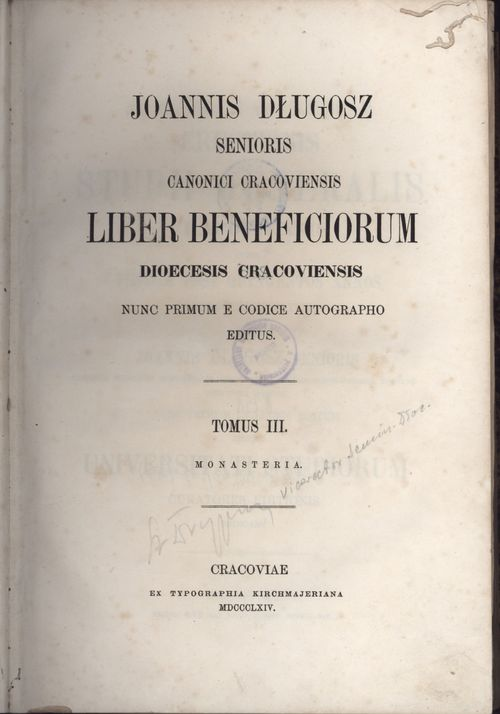
Wydanie Kirchmajera z 1864 roku

### Edycja Przeździeckiego
Księga opracowana i wydana została drukiem w latach 1863–1864 przez polskiego mediewistę Aleksandra Przeździeckiego, który włączył ją do zbiorowego wydania wszystkich dzieł Długosza pt. Opera Omnia. Jana Długosza kanonika krakowskiego dzieła wszystkie w tomach 7–9 jako opis beneficjów Kościoła katolickiego w Małopolsce wykazujący wartość majątków i przychodów z poszczególnych dóbr kościelnych w celu określania podatków przez biskupa krakowskiego. Edycja Przeździeckiego składa się z trzech tomów:
- Aleksander Przeździecki: Liber beneficiorum dioecesis Cracoviensis nunc primum e codice autographo editus. T. 1: Ecclesia Cathedralis Cracoviensis. Ecclesiae Collegiatarum. Kraków: Czas, 1863, seria: Joannis Dlugossii senioris canonici Cracoviensis opera omnia = Jana Długosza kanonika krakowskiego dzieła wszystkie, 7. Brak numerów stron w książce
- Aleksander Przeździecki: Liber beneficiorum dioecesis Cracoviensis nunc primum e codice autographo editus. T. 2: Ecclesiae parochiales. Kraków: Czas, 1864, seria: Joannis Dlugossii senioris canonici Cracoviensis opera omnia = Jana Długosza kanonika krakowskiego dzieła wszystkie, 8. Brak numerów stron w książce
- Aleksander Przeździecki: Liber beneficiorum dioecesis Cracoviensis nunc primum e codice autographo editus. T. 3: Monasteria. Kraków: Czas, 1864, seria: Joannis Dlugossii senioris canonici Cracoviensis opera omnia = Jana Długosza kanonika krakowskiego dzieła wszystkie, 9. Brak numerów stron w książce

Edycja Przeździeckiego jest daleka od spełnienia wymogów wydania naukowego, ponieważ wbrew zapowiedzi wydawcy, Ludwika Łętowskiego, nie oparł drukowanej wersji dzieła na rękopiśmiennym oryginale, ale na XVII-wiecznych odpisach Ptaszyńskiego i Łukasza Groblickiego. Dziewiętnastowieczny edytor usiłował upozorować korzystanie z oryginalnego rękopisu, archaizując nazwy miejscowe i osobowe według własnego uznania. Ponadto wplótł w treść dodatki z XVI i XVII wieku i nie oddał oryginalnego układu graficznego rękopisu, zacierając granicę między pustym formularzem a wypełniającymi go danymi. Uniemożliwia to rzetelne wykorzystanie wydanego drukiem tekstu Długosza jako źródła historycznego .
Kopia edycji Przeździeckiego z ręcznym oznaczeniem ustępów pochodzących od Długosza i jego późniejszych interpretatorów, sporządzonym w 1938 na polecenie Władysława Semkowicza przez Józefa Mitkowskiego znajduje się w Bibliotece Pracowni Nauk Pomocniczych Historii i Źródłoznawstwa UJ.
Edycja Przeździeckiego została przedrukowana w 2017 przez brytyjskiego wydawcę.

### Nowa edycja w przygotowaniu
Nad kompletną naukową edycją dzieła Jana Długosza pracuje obecnie (2006) wydawca źródeł średniowiecznych Marek Daniel Kowalski.